# Magazine (Arkansas)
Pour les articles homonymes, voir Magazine (homonymie).
La ville de Magazine est située dans le comté de Logan, dans l’État de l’Arkansas, aux États-Unis. Sa population s’élevait à 847 habitants lors du recensement de 2010, estimée à 835 habitants en 2017.

## Histoire
L’origine du nom de la localité est obscure.

## Démographie
| 1880 | 1890 | 1900 | 1910 | 1920 | 1930 | 1940 | 1950 |
| ---- | ---- | ---- | ---- | ---- | ---- | ---- | ---- |
| 478  | 183  | 897  | 968  | 722  | 560  | 385  | 503  |

| 1960 | 1970 | 1980 | 1990 | 2000 | 2010 | - | - |
| ---- | ---- | ---- | ---- | ---- | ---- | - | - |
| 463  | 677  | 799  | 799  | 915  | 847  | - | - |

## Source
- (en) Cet article est partiellement ou en totalité issu de l’article de Wikipédia en anglais intitulé « Magazine, Arkansas » (voir la liste des auteurs).

1. ↑  Armond Moyer et Winifred Moyer, The origins of unusual place-names, Keystone Pub. Associates, 1958, 141–142 p. (lire en ligne).
2. ↑  « Statistiques des États-Unis - Arizona - Profils des communautés de 2010 » (consulté en novembre 2020)